# Raw Deal
Raw Deal é um filme de ação de 1986 dirigido por John Irvin  e estrelando Arnold Schwarzenegger. 

## Sinopse
Conta a história de um agente do FBI que almeja uma revanche com a organização da Máfia, e envia outro agente do FBI, interpretado por Schwarzenegger para destruir a organização por dentro dela. 

## Elenco
- Arnold Schwarzenegger — Mark Kaminsky/Joseph P. Brenner
- Kathryn Harrold — Monique
- Darren McGavin — Chief Harry Shannon
- Sam Wanamaker — Luigi Patrovita
- Paul Shenar — Paulo Rocca
- Steven Hill — Martin Lamanski
- Joe Regalbuto — Marvin Baxter
- Robert Davi — Max Keller
- Blanche Baker — Amy Kaminsky
- Steve Holt — Blair Shannon
- Ed Lauter — Baker